# Ordinul Muncii (Republica Moldova)
Ordinul Muncii este un ordin oficial în Republica Moldova, care se conferă pentru rezultate excepționale în muncă, activitate publică de vază, și contribuții substanțiale în domeniul culturii, științei, sportului, vieții publice sau social-economice. Ordinul Muncii este conferit de către Președintele Republicii Moldova.

## Statut legal
Ordinul Muncii a fost stabilit prin lege organică, adoptată de către Parlament în 1992. Din 1992 până în 2025 se numea „Ordinul «Gloria Muncii»”. Conform Articolului 14 al Legii cu privire la distincțiile de stat ale Republicii Moldova (Legea nr. 190 din 10.07.2025), Ordinul Muncii se conferă pentru:
- activitate profesională deosebită în unul sau mai multe domenii ale vieții sociale;
- merite în pregătirea specialiștilor de înaltă calificare în unul sau mai multe domenii ale vieții sociale.

Ordinul „Ordinul Muncii” cuprinde, în ordine ierarhică descrescătoare, trei clase:
- Ordinul „Ordinul Muncii” clasa I;
- Ordinul „Ordinul Muncii” clasa II;
- Ordinul „Ordinul Muncii” clasa III.

La conferirea Ordinului „Ordinul Muncii” se ține seama, de asemenea, de vechimea în muncă sau în serviciu după cum urmează:
- cel puțin 15 ani – pentru Ordinul „Ordinul Muncii” clasa I;
- cel puțin 10 ani – pentru Ordinul „Ordinul Muncii” clasa II;
- cel puțin 5 ani – pentru Ordinul „Ordinul Muncii” clasa III.

Pentru merite excepționale, ordinul poate fi conferit fără a se ține seama de vechimea în muncă sau în serviciu, după caz.

## Descriere
Legea din 2025 specifică și aspectul exact al Ordinului:
„Însemnul Ordinului „Ordinul Muncii” reprezintă o cruce labată cu extremitățile brațelor rotunjite convex (cruce Ruppert), ușor convexă, înscrisă într‑un cerc imaginar cu diametrul de 45 mm, de aur, emailată albastru‑deschis (Pantone 660 C) și cu bordură albă. Crucea este cantonată de 4 albine în zbor, în relief, adosate, de aur, brunate, așezate pe un disc de același metal, cu diametrul de 39 mm. În mijlocul crucii este aplicat un medalion în formă de roză heraldică, în relief, cu petalele înscrise într-un cerc imaginar cu diametrul de 17 mm, iar cu sepalele – într-un cerc imaginar cu diametrul de 22 mm. Roza este de aur și emailată pe exteriorul petalelor florii alb, iar pe interior – de aur la clasa I, alb la clasa II, albastru-deschis la clasa III. În mijlocul corolei apare Stema de Stat a Republicii Moldova (h 11 mm), în întregime de aur, în relief.
Reversul însemnului are gravat în incizie numărul de rând al distincției și este prevăzut cu un sistem de prindere.
Însemnul se confecționează din tombac, poleit cu aur, brunat și emailat.

Panglica baretei de substituire a Ordinului „Ordinul Muncii” este galbenă (Pantone 109 C) și are pe marginea stângă trei dungi, late de 2,5 mm fiecare, în culorile naționale ale Republicii Moldova – albastru, galben, roșu, iar pe cea dreaptă, la distanța de 2 mm de margine, dungi albastru-deschis (Pantone 660 C) late de 2,5 mm fiecare – una la clasa I, două, separate între ele cu o dungă de 0,5 mm de culoarea fondului, la clasa II, și trei, separate între ele cu câte o dungă de 0,5 mm de culoarea fondului, la clasa III.”

## Impact

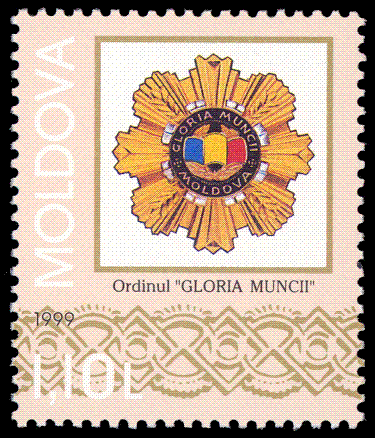
Timbru al Poștei Moldovei dedicat Ordinului

Timbrul „Ordinul Gloria Muncii” a fost eliberat pentru prima dată în anul 1999 și este parte componentă a seriei de timbre „Distincții ale Republicii Moldova”.

## Cavaleri ai ordinului
Lista persoanelor, întreprinderilor, instituțiilor, organizațiilor, colectivelor de creație și unităților militare care au fost decorate cu Ordinul Muncii este împărțită pe decenii:
- anii 1990 (președinți: Snegur, Lucinschi)
- anii 2000 (președinți: Lucinschi, Voronin, Ghimpu)
- anii 2010 (președinți: Ghimpu, Lupu, Timofti, Dodon)
- anii 2020 (președinți: Dodon, Sandu)